# Mahouš
Mahouš (en allemand : Mahausch) est une commune du district de Prachatice, dans la région de Bohême-du-Sud, en République tchèque. Sa population s'élevait à 166 habitants en 2023.

## Géographie
Mahouš se trouve à 18 km à l'est-nord-est de Prachatice, à 19 km à l'ouest-nord-ouest de České Budějovice et à 116 km au sud de Prague.
La commune est limitée par Olšovice au nord-ouest, par Hlavatce au nord, par Sedlec à l'est, par Němčice et Babice au sud, et par Netolice à l'ouest.

## Histoire
La première mention écrite du village date de 1300.

## Galerie

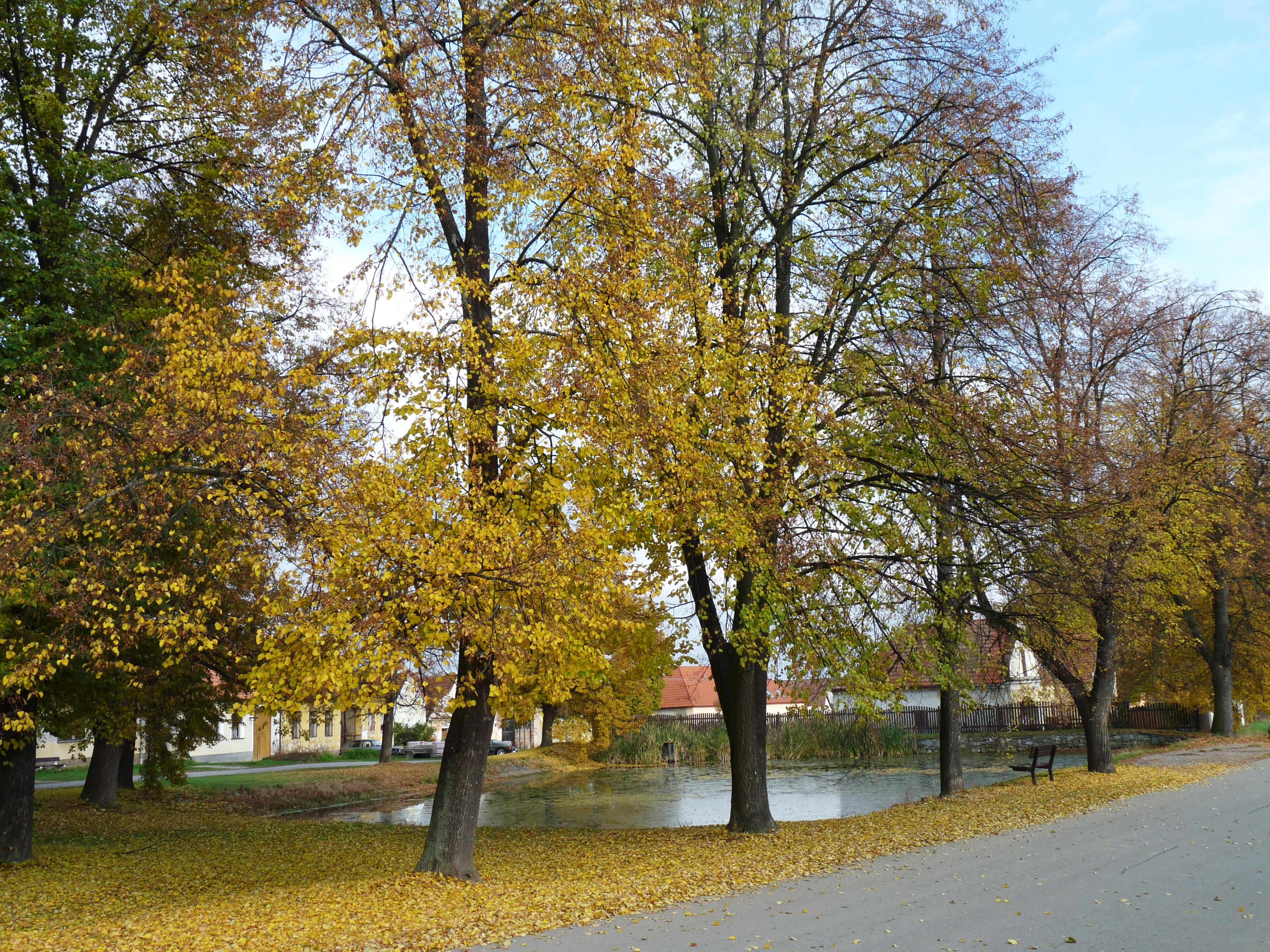
Étang du village.
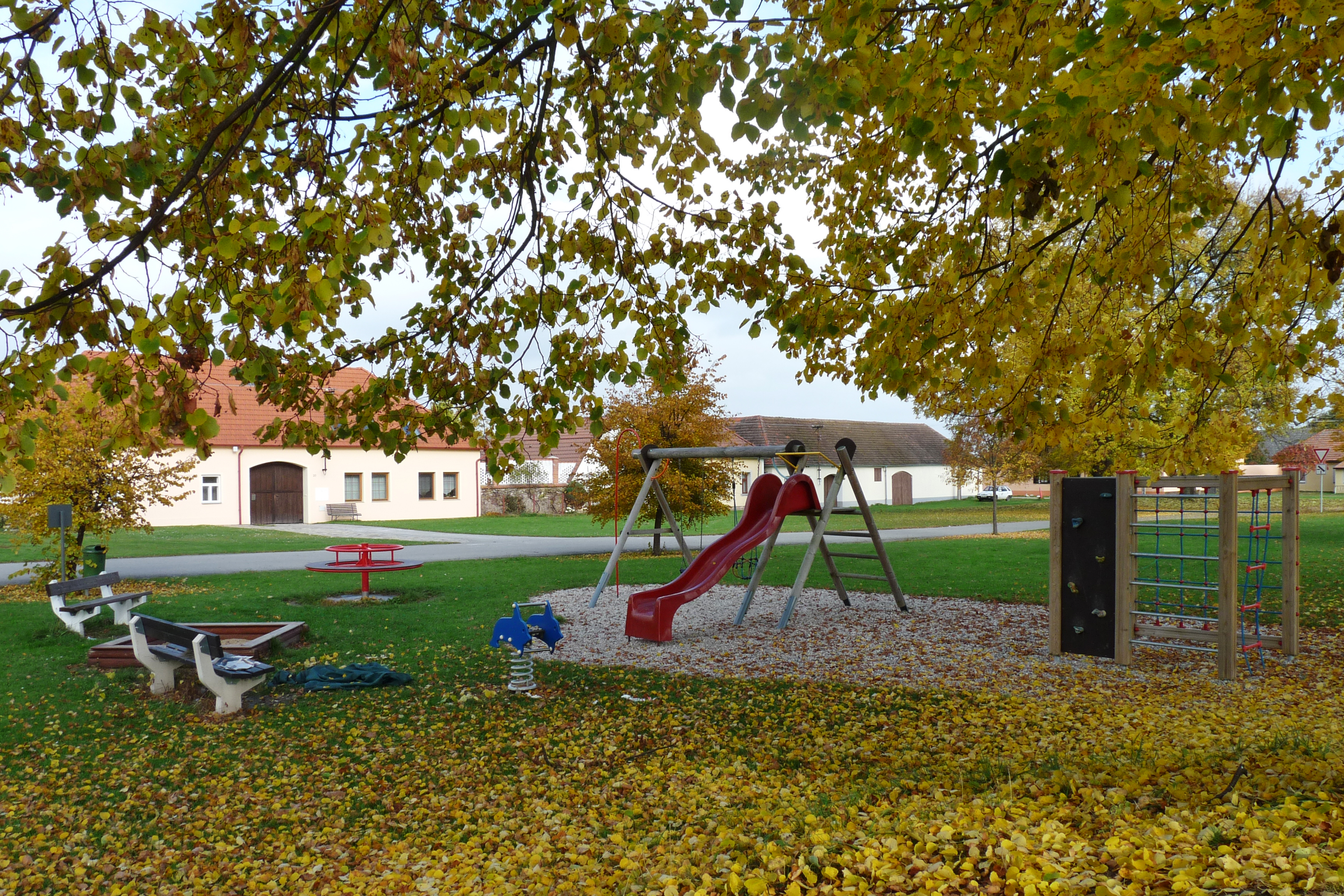
Aire de jeux pour les enfants.

## Transports
Par la route, Mahouš se trouve à 6,2 km de Netolice, à 22 km de Ceské Budejovice, à 25 km de Prachatice et à 151 km de Prague.